# 仮面ライダー555の登場キャラクター
仮面ライダー555の登場キャラクター（かめんライダーファイズのとうじょうキャラクター）では、特撮テレビドラマ『仮面ライダー555』に登場する主要なキャラクターについて記述する。

## 主人公と主な関係者
乾 巧（）
演 - 半田健人
本作品の主人公。仮面ライダーファイズのメイン変身者。「夢がない」という理由から500ものバイトを経験しながらホンダXR250で全国を気ままに旅していた青年。18歳。一人称は「俺」。九州でバッグを取り違えたことで真理たちと出会い、スティングフィッシュオルフェノクに襲われた際に真理から無理矢理ファイズに変身させられ、ファイズギアの主な使用者となる。その後も啓太郎や真理と共同生活を送るなど、なし崩し的に人類とオルフェノクとの戦いに身を投じていく。
基本的に何に対しても無関心で、自分に自信がなく、自分が他人を裏切ってしまうことで相手を傷つけることを恐れていたため、必要以上に他人と親しくなることを拒絶しており、人に縛られることも嫌っていたため、良くも悪くも明け透けで正直であり、無愛想で常にぶっきら棒な態度を取り、本人も認める乱暴な言葉遣いも相まって悪い印象を与えがちである。ただ気取り屋であり口が悪い威張り屋で人付き合いこそ苦手だが、決して人嫌いではなく根はかなりのお人好しの熱血漢である。内心では感受性が強く優しい人物であり、自分が他者の期待と愛情を裏切ることを恐れてそうした態度を見せている。また何事にも無関心で不器用であることも無骨さに拍車をかけているが、本人も「自分には夢が無い」と密かに悩んでいた。また、猫舌であり熱いものは冷まさないと飲み食いできない。お気に入りは派手な色のパンツ。
行動面でも基本的に何も言わずに単独で行動し、その理由を伝えないため、真意を理解されなかったり誤解されることが多い。しかも、その誤解を自分から解こうとすらしないので、その性格を利用した草加雅人の謀略にはまりよく立場を悪くしていた。しかし、自分と同じ猫舌である木村沙耶など、自分と同じような共通点を持つ人間に関しては、普段の様子から考えられないほど友好的になってすぐに打ち解ける。洞察力も鋭く、人当たりの良い人物の仮面を被る雅人の本性をいの一番に見抜いていた。
感受性の強さから、戦いの中で「何をもって倒すべき悪とするのか」について疑問を抱き、一度は戦意を失う。その後、戦いを継続するが、その際の決意は善悪の境界を定めることではなく、罪もない人々を守るために戦うという罪を背負うという自己犠牲の覚悟であった。
基本的にファイズの使用者として活躍するが、第38話ではファイズギアを手放していた時に、成り行きで一度だけデルタに変身したこともある。サポート装備については、劇中で唯一オートバジン・サイドバッシャー・ジェットスライガーの3機全てを操縦した人物でもある。戦闘スタイルはヒーローらしからぬラフファイトが特徴で、倒れた敵への追い討ちも厭わない。
一方で、長田結花の「オルフェノクでも人間として生きていきたい」という言葉に動揺して一時オルフェノクと戦えなくなり、自身と同じく人間に対して危害を加えないオルフェノクがいることを知った後は、改心する可能性のあるオルフェノクを含めて止めを刺さないようになった。変身直後や戦闘中にたびたび手首のスナップを利かせる動作をする癖がある。
人間側の立場で行動していたが、中盤に過去に火事によって死亡しており、オリジナルのウルフオルフェノクとして覚醒していたという事実が明かされる（真理や啓太郎がファイズに変身できなかったことや、第1話でオルフェノクを見ても全く驚く様子がなかったことが、この設定の伏線）。澤田を信じる真理の気持ちを知り、さらには澤田が他のオルフェノクから真理を救ったことで、澤田のことを信じて彼と戦うことを躊躇してしまったために真理を死なせてしまったという自責の念からファイズギアを放棄した。その後、澤田によって殺された真理を蘇らせる条件として、澤田を殺してラッキー・クローバーへの参加を求められ、再度澤田と対峙した際、遂にその正体を現す。この事実でライダーズギアの原理、雅人や真理の過去など多くの謎が解き明かされ、物語は終盤に向かっていく。最終的にオルフェノクでありながら人間を守るためにオルフェノクを滅ぼすことを選択し、それを成し遂げた。
決戦後は、真理や啓太郎と共に平和な日常に戻ることが出来たが、アークオルフェノクとの戦いの前に勇治によりオルフェノクの細胞の崩壊過程を早めるRHCPを大量に投与された上、その状態で肉体の灰化を進行させるブラスターフォームへの変身を行ってしまう。さらにオルフェノクの運命により遠からず命が尽きるという現実を背負ったまま物語は幕を閉じる。
夢を持たない青年だったが、最後には「世界中の洗濯物が真っ白になるみたいに皆が幸せになりますように」という夢を持つことが出来た。この夢は結花そして沙耶が抱いていた夢でもある。
『劇場版 仮面ライダー555 パラダイス・ロスト』
仮面ライダーファイズに変身し、人間解放軍の一員として戦っていたが、劇場版の作中時間より以前に、1万人のライオトルーパー部隊との戦いでその物量の前に敗れ去った挙げ句に連れ去られ、行方不明となる。その後の経緯は不明だが、倒れていたところをミナの父親に拾われて、記憶をすり替えられ、彼女の幼なじみである靴職人隆（）として、ミナとともに真理たちと同じ居住区で暮らしていた。
性格はテレビ本編と変わらないが、「隆」であったときは優しい言葉遣いで柔らかい表情の素直な性格で猫舌でもなかったので熱いものでも冷まさずに普通に飲み食いしていた。記憶を取り戻した後はファイズとして戦線に復帰するも、救世主という看板を背負わされることには不満を溢しており、「小学生の時、風邪で学校を休んでいる間に、班長にされていた」ことを思い出した。
終盤で、真理救出のためにスマートブレイン社の闘技場へ向かい、エラスモテリウムオルフェノク、そしてオルフェノクとして生きていくことを決心した勇治 / 仮面ライダーオーガと激闘を繰り広げる。その中でオルフェノクとしての正体を晒し、『人間とオルフェノクの共存』という勇治の理想を継ぐことを決意。真理の信頼に応えるべく、救世主を目指すことを決意する。勇治の最期を看取った後は、真理と共にどこかへと去る。
『平成ライダー対昭和ライダー 仮面ライダー大戦 feat.スーパー戦隊』
オルフェノクとの戦いを終えてから相応に年月が経った状態で登場。今でもクリーニング店で漫然と日々を送っている。猫舌なのは相変わらず。
戦いの最中に命を散らした草加雅人が最期に自分に吐き捨てた怨念の言葉が忘れられず、自分の未来に向かって歩むことにためらいを持っており、門矢士 / 仮面ライダーディケイドが昭和ライダーとの戦いに手を貸すように接触しても「世界中の洗濯物を真っ白にすることで忙しい」と拒絶して衝動的に旅に出ようとするが、直後に地下帝国バダンの襲撃を受ける。その際、ディケイドに変身して闘う士から「ライダーの世界は倒すか倒されるか、所詮はただの殺し合い。嫌になるのもわかる。どの道を行くのか、お前が決めろ」と告げられる。
旅の途中で出会った壮年医師・神敬介と出会い少しだけ自分の気持ちに向き合う。再び襲撃され、自身だけでなく敬介が預かっている少女のマリまで狙われたため、「せめて子供の未来は守る」と決意を固めてファイズに変身。アクセルフォームでタイガーロイドたちを蹴散らすも、敬介は巧の正体が平成ライダーの一人であることを知ると仮面ライダーXに変身し戦いを挑んでくる。
その後は、士たちに協力し共にバダンの陰謀に立ち向かうもメガ・リバースマシンの影響で亡霊として復活しつつある草加雅人の言葉に惑わされたことで再び迷い、仲間が復活するなら悪くないとバダンの計画を阻止しようとするXとウィザードを攻撃するも仮面ライダーX / 神敬介の言葉と仮面ライダーウィザード / 操真晴人に論されたことにより「喜びと悲しみを一つずつ戦いながら埋めていき、その罪を背負う」ことを決め、ファイズブラスターフォームに変身し草加の亡霊を消滅させ、X、ウィザード インフィニティースタイルと共にバダンのメガ・リバースマシンを破壊する。その後、昭和ライダーとの戦いでは、Xと戦い、戦いが終わった後はXにもう迷わないことを伝えた。
- 当初、乾は短髪だったため、エクステを付けて当時の髪形に近づけようとしていたが、監督の柴﨑から「テレビシリーズの再現ではなく、時を経ていろいろあった巧をしたい」と言われたという。

『スーパーヒーロー大戦GP 仮面ライダー3号』
ショッカーの支配する世界で、ライダータウンに向かう正義の仮面ライダーたちと対峙。「ブレイドの街」において、黒井響一郎 / 仮面ライダー3号、桜井侑斗 / 仮面ライダーゼロノス、詩島剛 / 仮面ライダーマッハに襲い掛かり、その後、ライダータウンに繋がる洞窟でマッハと再対決する。
実際はショッカーに洗脳されておらず、守るべき対象の存在しない戦いに疑問を感じており、独自のスタンスを貫いていた。その後は正義の仮面ライダーとしてライダーグランプリで仮面ライダードライブを妨害しようとした仮面ライダーカブトを足止めするなどして活躍。
- 前年の作品を経て、事前に髪を伸ばしたという。

『dビデオスペシャル 仮面ライダー4号』
ショッカーを止めるため侑斗と共に、泊進ノ介 / 仮面ライダードライブのもとへ現れる。戦いの中で海堂直也にこの戦いから身を引けと忠告されるが､ショッカーを止めるため戦い続ける。
- テレビシリーズ最終話（第50話）では巧の生死は明確になっていなかったが、『4号』では死亡したものとして描写している。脚本を担当した毛利亘宏は、ファンの想いは汲みつつも顛末をしっかり描写すべきと考え執筆したことを述べている。

『仮面ライダージオウ』

ウルフオルフェノク
オオカミの特質を備えたオリジナルのオルフェノク。俊敏な動きと強靭なジャンプ力を誇り、眼は暗闇でもよく見えるため夜間の奇襲攻撃を得意とする。武器は全身に生えた剣のような突起と右手のメリケンサック。劇場版では下半身が逆関節となっており、足の形状が変化した疾走態に変化し、戦闘力・スピードが上昇した。
劇中では未使用だが、肩部の突起を触手に変化させて使徒再生を行う。
流星塾生を襲ったと誤解されていたが、実際に襲っていたのはスロースオルフェノクとドラゴンオルフェノクで、巧はそれを止めるために変身して戦っていたのが真相であった。
- いかなるオルフェノクが変身可能なファイズで、仮面ライダーである主人公の乾巧が変身するオルフェノクのため、主人公たらしめる理由としてバッタのオルフェノクという裏付けとなったが、巧の性格や外見や行動同様、狼となった。頭部のベースはオフロード用ヘルメットで、他を寄せ付けない雰囲気にするため、身体の至るところに体毛に見立てた刃がある。巧の繊細さや内なる優しさを出すため、白くて柔らかい毛を背中から尻尾にかけて少しだけ見せている。
- 井上敏樹は最終クールで巧の正体を明かす展開を構想していたが、劇場版との兼ね合いから白倉伸一郎の要望で中盤に変更した結果、巧が真理たちの元へ戻って来る展開をしっかり描写出来た理由から白倉の判断が正しかったと証言している。

木場 勇治（）
演 - 泉政行
本作品のもう一人の主人公。資産家の子息として生まれ、婚約者も持つなど恵まれた環境に育った大学生の青年。21歳。
一人称は「俺」あるいは「僕」。2年前、両親と3人でのドライブ中に居眠り運転のトラックとの衝突事故に遭い(一緒に乗っていた両親は即死)、2年間の昏睡状態を経て死亡宣告を受けた後、ホースオルフェノクとして覚醒したことで人生が一変する。死亡した父の資産である会社や木場家の地所・建物を処分した叔父（一彰の父で、自身の父の兄）と恋人だった森下千恵の裏切りが発覚し、苦悩と怒りの余り、千恵の新たな恋人となっていた従兄弟の木場一彰と千恵を殺害する。
人間でなく怪物と化した自分に苦悩するが、同類である長田結花や海堂直也と出会った後は「心が人間なら人間であるはず」という考えに至って理性を取り戻し、オルフェノクと人間の共存を模索していく。その過程でオルフェノクに危害を加えるファイズを敵と認識して戦うも、私生活で知り合った巧と互いの正体を知らずに交友を結ぶなど複雑な間柄となる。巧が自分の正体を明かした際に、巧からファイズギアを託されファイズ装着者となる。
優しく笑顔の絶えない温厚で物静かな性格。好意を抱いた相手や子供には面倒見良く平和的に接するが、一度何かの拍子に敵と認識した相手は徹底的に攻撃するなど独善的な一面もあり、他者に対する評価が極端で不安定な部分がある。巧に関しても巧の一貫した好意に比べ、終盤まで憎悪と好意の間を行き来しており、そうした不安定な対人評価を雅人に利用されたこともあった。どんなオルフェノクを相手にも果敢に立ち向かっていく勇敢さもあるが、お化けといったものは苦手。
こうした負の側面は物語の進行につれ、オルフェノクと人間の対立が高まる中で一層に深まっていった。終盤に警視庁がオルフェノクの捕獲に動き出す中で自身もその標的にされたことで、人間を守ることに疑問を抱いてしまう。
そして、影山冴子に殺された結花が警視庁に殺されたと誤解したことで、人間に対して深く絶望し、人間であることを捨てて人類とオルフェノクの共存から人類を滅ぼすことへと志を変えたが、人間を愛する心を持っていると信じた花形から、スマートブレイン社の新社長として任命され、村上の遺志を継ぐことになる。その際に、近い立場にありつつも決して人間への愛情と信頼を捨てなかった巧とも仲間割れする。
その後も真理を囮にしてオルフェノクの王の打倒に向かう雅人を暗殺する、捕らえた巧を裏切り者として実験体にする、鈴木照夫の身体を犠牲にさせて王の復活を実現するなど手段を選ばぬ行動を多くとり、それには唯一行動を共にしていた直也すらも失望し、最終的に勇治の元から離れてしまう。
最終話で救出された巧に敗れ、かつて自身が説いた理想を巧から諭されたことと巧の人間を守る決死に動揺し、何が正しいのかわからなくなり絶叫する。それから、ファイズとデルタが復活したオルフェノクの王・アークオルフェノクに圧倒されてしまう中、答えを思い出すために救援に駆け付けた。
カイザに変身して戦うも、王の攻撃でカイザギアが破壊されてしまう上に腹部に致命傷を受け、瀕死状態になった際、命を代償にして背後から王を羽交い締めにした状態で王諸共ファイズ ブラスターフォームの超強化クリムゾンスマッシュを身に受けて命を落とした。
スマートブレイン社から支給された愛車は日産・シーマ。
『劇場版 仮面ライダー555 パラダイス・ロスト』
同じオルフェノクである海堂や結花との出会いをきっかけに人間との共存を模索していたテレビシリーズと違って明確に「人間とオルフェノクとの共存」という夢を掲げており、それが本作品のテーマとなっている。人間たちにも正体を明らかにし、人間の味方としての立場をとるが、友人である巧、真理、啓太郎以外の人間やスマートブレイン社には疎まれており食料さえも売ってもらえないほど毛嫌いされ恐れられていた。真理と共に記憶を取り戻した巧の帰還を喜ぶも、その矢先に盗まれたファイズのベルトを取り戻そうとしてそれを強奪した水原を（ほとんどは水原の自業自得であり、半ば事故だったとはいえ）死亡させてしまったことで糾弾され、結花、直也共々孤立。信用を取り戻す条件として「帝王のベルトの奪取」を言い渡されスマートブレイン社に潜入するも、村上の策略に嵌ってエラスモテリウムオルフェノクの襲撃を受け、結花、直也を喪う。そしてその直後に真理に化けたスマートレディの言葉を受け、人間たちに裏切られたと思い込み絶望し慟哭する。
人間との共存を諦めてオルフェノクとして生きていく道を選び、物語終盤に仮面ライダーオーガに変身し、巧の前に立ちはだかる。
当初は圧倒的な力で巧 / ファイズを追い詰めたが、決意を固めた巧がブラスターフォームに変身したことで敗北。戦いの中で、真理を庇ってエラスモテリウムオルフェノクをオーガストランザーで抑えつけるが、無数の毒針を全身に受けてしまい致命傷を負う。その状態で最期の力を振り絞ってエラスモテリウムオルフェノクを吹き飛ばし一矢報いた後、巧と真理の眼前で力尽き、倒れ伏してしまう。そして巧に自らの理想を託して息絶えた。

ホースオルフェノク
ウマの特質を備えたオリジナルのオルフェノク。ケンタウロスのような四本足の姿の疾走態にも変化可能。劇場版や最終話では、感情の高ぶりが頂点に達することで激情態にも変化した。専用武器は虚空から取り出すオルフェノクエネルギーを注入することが可能な巨大な魔剣ホースソード。クリムゾンスマッシュをも防ぐ盾も持っているが、使用したのは劇場版のみ。使徒再生の時は相手の内臓を魔剣で突き刺す。
『仮面ライダー大戦』では、巧の回想シーンに登場。海岸でアークオルフェノクと共にファイズ、カイザと戦い、圧倒したカイザを変身解除に追い込み、草加に光弾を放ち殺害する。
- 馬をモチーフにすると間抜けになるという心配があったことから、特別感を出すためにユニコーンをモチーフにしているため、身体にある馬面には角が生えている。デザインイメージはアポロガイスト。古代ギリシャのコリント式ヘルメットにあった羽根飾りをたてがみに見立てて、馬の顔を鼻当てに持ってきている。身体も古代ギリシャのような甲冑様式に倣っている。頭と両肩に3つの馬面を使い、馬蹄型のパーツをあちこちに配している。激情態は格闘態が丸みのある優しげな雰囲気のため、ギザギザにしたカーブにすることで苛立った雰囲気にしている。

園田 真理（）
演 - 芳賀優里亜 / 八武崎碧（現・悠木碧）（少女時代〈8年前〉）
美容師を目指す少女。16歳。
一人称は「私」。幼いころにビル火災によって実の両親を亡くし、花形に引き取られて流星塾で育った。九州滞在中、養父である花形から送られたファイズギアの謎を探るため花形に会うことと美容師の夢を叶えるため上京していた途中で巧と出会う。東京に戻った後は、巧と共に西洋洗濯舗菊池に住み込みでアルバイトしながら、掛け持ちで美容室T-CLUBでバイトの見習い美容師をして夢を追いかけている。料理も得意で、同居人との食事シーンが非常に多いのも特徴である。
裏表のない男勝りな性格で、人を信じる強さや優しさを併せ持っている。かなり勝気な性格で、ちゃっかりとした部分がある上に物怖じせずに自分の意見をはっきり言ってのけるだけでなく自分が嫌いな相手への評価は辛辣で、相手を罵倒する際は非常に容赦なく、時に言ってはならないことも躊躇なく言う他、T-CLUBの店長である島地貴子から採用試験でのワインディングの実演課題をうまくこなせず「あなたは美容師には向いていない」と酷評された時には、啓太郎が身じろぎするほど巧に当たり散らすなど自己中心的な部分も多い上に初期のころは巧が猫舌であることを知ってからは、鍋焼きうどんやすき焼きや侮辱を込めてお子様ランチを作るなど陰湿な嫌がらせを行っていた。巧との別離は、彼女が巧をオルフェノクゆえに恐れてしまったことが原因の一つであり、彼女は謝りたいと言いつつも、その後のいざこざもあって謝る機会を逃している。また命を何度も巧に救われておきながら自身の幼なじみの雅人の言い分を一方的に信頼して巧を孤立に追い込んだこともある。しかし、オルフェノクでありながらも巧や、自分を一度は殺した澤田を信じ抜き彼らに人としての心を取り戻すきっかけを作るなど、強い心を持つ。
後に“九死に一生を得た”人間からオルフェノクの王が復活するという可能性から、流星塾に子供たちが集められていたことを知る。その後、村上の意向によって人工的に人間をオルフェノクを作り出す実験の被験者として殺害された上で、蘇生手術を受けていたことも判明する。つまり物語開始から少し以前、流星塾の同窓会に出席した真理は一度、他の元流星塾生たちと共に殺害されて“オルフェノクの記号”を埋め込まれた上で蘇生していたが、記憶を改変されたためその事実を覚えていなかったのである。
他の塾生と違って血縁者がいないため、流星塾生同士の絆を何よりも大切に考えている。その反面、言葉の裏の意味や他人の心の機微を察することには長けていないので、それが原因でスパイダーオルフェノクこと澤田に殺害されて2度目の死を迎えるが、巧の尽力によってスマートブレイン社の蘇生オペレーションによって蘇生し、断片的ながらも改変されていた記憶も取り戻す。この一件が、巧がオルフェノクであることを周囲に明かすと同時に巧が流星塾生を襲ったと誤解されることとなった。彼女はオルフェノクの記号を埋め込まれているにもかかわらず、なぜかファイズギアを使用出来なかったが、その理由は最後まで明かされなかった。
『劇場版 仮面ライダー555 パラダイス・ロスト』
人間解放軍のリーダー的存在。強気な姿勢は変わらないものの、オルフェノクとの共存を願っているため、戦い合おうとはしない。行方不明となった巧＝ファイズが帰って来ると信じ、救世主の存在を広める。記憶を取り戻した巧に安心するもオルフェノクに連れ去られる。本人も無意識ながらオルフェノクに対して恐怖感や嫌悪感を抱いており、それが表出したことで戸惑いを見せており、巧の正体を知った際にも愕然としていた。しかしそれでも巧を信じることを選び、巧の決意を後押しした。戦いが終結した後は人間解放軍の元には戻らず巧と共にどこかへと去って行った。

菊池 啓太郎（）
演 - 溝呂木賢
世界中の洗濯物が真っ白になるように、世界中のみんなが幸せになることを夢見る青年。21歳。一人称は「俺」あるいは「僕」。良くも悪くもお人好しの理想家で、それゆえに空回りすることも多く、顔なじみの客から面倒事を押し付けられることもしばしば。その一方で誰かを守るためならオルフェノクに恐れず立ち向かう勇敢さも持っている。また終盤で人類とオルフェノクの共存への理想は、巧と結花に希望をもたらしている。真っ白な洗濯物を幸せの象徴と呼んで止まないが、その洗濯物を汚したり目茶目茶にする者は誰だろうと許さず、我儘放題に振舞い無理難題を言って自分を困らせた倉田恵子が、トラウマから逃れるべくトランクに積んであった洗濯物をダメにした時には、流石に見過ごせず頭にきて放り出すなど怒りをあらわにした（しかし結局彼女を放っておくことはできなかった）。汚いものや汚い心を持つ相手、オルフェノクに近づくとくしゃみが出るアレルギー体質を持つ。
クリーニング技術の修行先の九州のバイト先「クリーニングプロショップ・花むすび」の配達中に巧や真理と出会い、以降2人と行動を共にする。実家は東京で開店100周年の老舗クリーニング店「西洋洗濯舗 菊池」を営んでおり、巧や真理もスピード違反による免停の罰金を払う際に借金の交換条件として、ここで住み込みのアルバイトをする。後に草加雅人も住み込むようになり、4人で生活するようになる。両親は世界中の洗濯物を真っ白にするためにアフリカに滞在しており、店の経営は啓太郎に任されているが、巧の給料を労働基準法違反の薄給で雇用するなど、店は赤字続きである。また、主要人物の中で彼のみ一度も死を経験していない。当初巧のことを呼び捨てしていたが、後に「タッ君」と呼ぶようになる。
結花とはメル友で、本人と何度か会って想いを寄せていたが、店を訪れた近所のマンションに引っ越してきた「長田さん」がメル友の「結花さん」とはお互い全く気付かなかった。終盤、同一人物だとわかり、同時に彼女がオルフェノクだという事実も知ったが、既に巧の秘密を知り、全てのオルフェノクが必ずしも人間の敵ではないと理解していた啓太郎は、恐れることなく結花を受け入れるも、その恋は結花の死により悲恋に終わった。
啓太郎は結花の死を知ることなく、直也か他の誰かの元に行ったと解釈した様子である。
愛車はホンダ・モビリオ・スパイク。第13話では、ホンダ・フォルツァに乗っていた。
劇中洗濯物の配達中などでオルフェノクと遭遇することが多く、その度に慌てながら巧に通報するのがお約束となっている。
『劇場版 仮面ライダー555 パラダイス・ロスト』
人間解放軍の一員。巧と真理の友人であり、巧の帰還を強く信じている者の1人。テレビシリーズとは違い、極限状況の中で男らしく成長しており、雅人にも反抗している。雅人の死後、真理のピンチに居ても立っても居られず野村が作った飲めば死ぬがカイザに変身できる薬品「変身一発」を死を覚悟して飲み、カイザに変身してライオンオルフェノクを倒す。結果として死にはしなかったが、カイザギアが灰になった。
その後はオルフェノクの本拠地であるスマートブレイン社の闘技場へ向かう巧に同行するも、啓太郎の身を案じる巧の不器用な気遣いにより道中で置き去りにされる。

草加 雅人（）
演 - 村上幸平
慶泉学院大学2年生。仮面ライダーカイザのメイン変身者。21歳。一人称は「俺」。「〜かな？」が口癖で、敵視する相手への二人称にしばしば「貴様」を用いる。テニス部・フェンシング部・馬術部の部長を兼任する文武両道のスポーツマンで、合気道にも心得がある。少年時代に濁流で水難事故に遭ったことで両親を亡くしており、真理と同じ流星塾出身。幼いころ、イジメられっ子だった自分をよく庇っていた真理にずっと想いを寄せ、ある日、真摯な態度で好意を伝えたものの、好意はあっても恋愛感情はないと告げられた後は半ば妄執的な愛情で慕い続けており、彼の正義の下、真理を守ることを第一に戦っている。再会時には幼少期を共にした真理ですら、言われるまで分からないほどに逞しく真面目で優秀な人物に成長していた。劇中で唯一、ファイズ・カイザ・デルタの3ライダーに変身した人物。
権謀術数に長け、「好き」「嫌い」の感情の下自分の居場所を守ろうとする。自分に好意を示す者と利をもたらす者には紳士的で謙虚な顔を見せるが、自分に対抗する嫌いとみなした相手には陰湿ないじめを行い、自分の属する集団から追い出そうとする。「俺のことを好きにならない人間は邪魔なんだよ」という台詞はこうした部分を象徴する。その反面、三原に戦うように唱えたり、流星塾生が殺された際には怒りを見せるなど、流星塾のメンバーには仲間意識を持っている。また、自分がオルフェノクに対抗できる数少ないメンツという自覚も強い。真理らと同じくスマートブレイン社の陰謀に巻き込まれて同窓会の夜に命を落としており、その時のことがきっかけでオルフェノクへの憎悪に繋がっており、それ以降も自分の掌が真理の血に染まる幻覚に苛まれ、常にその血のイメージを拭うためのウェットティッシュを持ち歩くなど重度の潔癖症になっている。
悩みながら戦う巧と違い、オルフェノクを憎んでいるためオルフェノクは人類の敵と割り切っており、目の前に現れたオルフェノクが善人かどうかに関係なく倒そうとする。義父である花形の正体がオルフェノクだと知ってからもその考えは変わらず、例え自分の父親でもオルフェノクなら殺すとさえ言っている。巧がオルフェノクだと知った後は敵意を剥き出しにして、一時は戦闘不能な状態にまで追い込んだ。同じくオルフェノクであり真理から好意を持たれていた勇治のことも嫌悪していた。戦闘スタイルは合気道の投げなども利用した正統派の戦い方で、息を切らさずに余裕のある戦いで敵を圧倒する。変身直後にネクタイを緩めるように襟元に触れるのが癖。激情に駆られた時には巧並みのラフファイトを見せることもある。操縦技術にも長けており、サイドバッシャーを駆使した戦闘も多く、終盤に村上が変身したデルタのジェットスライガーと激闘を繰り広げた。
中盤ではスマートブレイン社にライダーズギアを差し出せば殺された真理が蘇生出来る状況に、激昂と共にライダーズギアを優先している。主義が異なる上に真理が信頼を寄せる巧と激しく衝突し、巧の処遇を巡り真理・啓太郎とも一時は意見の対立が生じる。巧と勇治の一致した立場に危機感を覚え、ライダーズギアの特性・勇治の懐疑心を利用して仲違いを試みている。一方で、勇治の正体がオルフェノクであることを知った直後に共闘したり、さらには巧が人類を守ることを誓った際には、人間の心をいつ失うか分からない疑念を抱きながらもそれを受け入れたりと、状況に応じて柔軟な姿勢も見せている。そのため2人がスマートブレイン社と戦うために必要な戦力という認識はあり、戦いの際には経緯や因縁を後回しにして両者に協力することも多く、見事なコンビネーション攻撃を見せている。
終盤に義父である花形から、雅人に埋め込まれたオルフェノクの記号がカイザギアに適応したため、無事にカイザに変身してその力に適合できたことと、オルフェノクの記号が薄れて二度とカイザの力に適合できなくなってしまう状況を明かされ、「お前はもう変身してはならない」と警告されるが戦いを投げ出すことが出来ず「生きて戦う」と心に誓って、照夫の体に宿ったオルフェノクの王の打倒に向かい、勇治にさらわれた真理を助けるために最後の戦いに赴く。勇治の罠にはまりラッキー・クローバーに敗れ、瀕死になったところを勇治 / カイザにより首の骨をへし折られて殺された。近くにいた真理にさえ気付かれず、巧と三原が助けに駆けつけた時には、死体は既に灰と化して波に洗われていた。
『劇場版 仮面ライダー555 パラダイス・ロスト』
仮面ライダーカイザに変身し、オルフェノクと戦う人間解放軍の用心棒。ファイズではなく自分こそが救世主であると豪語し、解放軍の面々に対しても「俺は君たちの何人分も働いているんだ」として自分一人が嗜むために解放軍全体の食料を必要以上に要求するなど、露骨に他人を見下したような態度を取り、傲慢に振る舞う。テレビシリーズ同様、真理のことを愛しているため、その心を半ば得るために戦っている部分もあるが、真理の前でも前述の態度は変わらない。そのため、味方である解放軍のメンバーからも苦々しく思われている。真理たちの危機に駆けつけ、変身するが、仮面ライダーサイガには敵わず、レオに心臓を貫かれ灰化した。なお、テレビ本編では真理からは「草加くん」と呼ばれているが、劇場版では「雅人」と呼ばれている。
『平成ライダー対昭和ライダー 仮面ライダー大戦 feat.スーパー戦隊』
主に乾巧の回想シーンに登場。この映画ではファイズがアークオルフェノクと戦っている最中、ホースオルフェノクとの戦いに敗れて絶命する直前、巧に「守るべきもののない空っぽの貴様が生き残り、なぜ俺が死ななきゃいけない!?」という怨念を吐き捨てて一気に灰化する。この呪いにも似た言葉が戦いを終えた今でも巧の心を縛り付けている。
その後、バダンのメガ・リバースマシンにより亡霊として巧の前に現れ、「空っぽの君には生き残る価値などない！」と語り巧に死ぬよう促すも、「空っぽなら戦うことで埋めてやる」と言って迷いを振り切った巧が変身したファイズ ブラスターフォームの変身時のエネルギーにより消滅した。雅人を演じた村上によれば、「あれは、草加雅人ではなく悪霊で、悪霊が草加雅人を演じていた」という設定だったとのこと。
『仮面ライダージオウ』

長田 結花（）
演 - 加藤美佳（現・我謝よしか）
17歳。一人称は「私」。
実の家族を亡くし、長田家で暮らしている養父母と義理の妹・道子や通っていた櫻林女子高等学校の同級生たちから陰湿ないじめと虐待を受けていた。雪の日に歩道橋の上から足を滑らせ踊り場に転落したことで死亡し、クレインオルフェノクとして覚醒する。その後、道子を交通事故から助けるも、濡れ衣を着せられて家を追い出され、また高校で自分を虐げていたバスケットボール部員から自分の上履き靴と靴下をズタズタに切り裂かれたことで怒りが頂点に達し、衝動的に部員たちを皆殺しにした。その後、行き場を失った末に勇治と出会い、以後は行動を共にするようになる。
人間への潜在的憎悪や抑えきれない怒りの感情から、向こうから彼女に絡んでくるなど非行青年や犯罪者たちが相手とはいえ、勇治たちには知らせず密かに殺戮を繰り返していた。そのためスマートブレイン社側からは標的から外されており、かつラッキー・クローバーの補充候補とまで見られていた。しかし啓太郎や真理、巧との出会いから心を和らげ、人を愛せるように変わろうとする。その甲斐あって物語が進むにつれ、初登場時のような暗い性格ではなく明るくて積極的な性格になった。
上記の通り不幸な生い立ちの持ち主だが、他者を思いやることの出来る優しい心の持ち主。しかし、預けられていた家の親族が学校でのいじめを受けた経験などから、屈折した一面も持っている。また、自分に非がないにもかかわらず人の顔色を伺い、相手の機嫌が少しでも悪化したり怒ったりすると条件反射のように謝ってしまう癖があり、前半では勇治にそのことを度々窘められていた。聞き分けのない照夫を鎮めるため、彼の前で自らスカートをめくるという大胆な一幕もあった。直也に想いを寄せており、奇行の多い彼のフォローに回ることが多かったが、想いは通じなかった。
料理などもマニュアル通りにやらないとできない性格で、直也の想い人であるとは知らず自分とは正反対で大雑把な真理とは友人ともいえる間柄になるが、中盤で片思いとはいえ直也の想い人が彼女であったことに気付くと、嫉妬の念のようなものを抱くようになる。その後は、複雑な心情を持ちながらも自分の幸せよりも直也の意思を優先させ、勇治と一緒に真理に直也と交際してほしいと願い出るが、当時それどころではなかった真理に断られる。また、言葉のあやとは言え直也を「バカ」呼ばわりした真理を怒りの目線で睨み付け、たじろがせることもあった。その後は、単純でお人よしな承認欲の強い直也を持ち上げて真理にプロポーズさせフラれるように仕向けた。
身持ちは結構固い方で、メル友である「啓太郎さん」に（当然クリーニング屋で働いている「菊池さん」が同一人物だとは知らずに）自分から「手でも握ったらどうですか？」というメールを送ったため、その通りに啓太郎が手を握った途端にビンタをかますなど恋愛や男女間のルールや順序を守らない人間にはかなりシビア。彼女は真理同様主要人物で一度もファイズギアや、カイザギア、デルタギアなどを使用してライダーに変身したことがない。
終盤で南の人間に戻すという甘言に乗ったことで警視庁のオルフェノク研究機関にサンプルとして捕らえられ実験体にされてしまうが、同じく捕えられていたクラブオルフェノクに救出されて警察から逃れる。その後、元気をなくしていたところ、真理たちの計らいでクリーニング店に住むようになり、その際に啓太郎が結花から届いたメールを読んだことで彼がメル友だと知り、オルフェノクの正体も知られ啓太郎を拒絶するも、啓太郎が自身を受け入れてくれたことで彼ときちんと相手と意識し合ったデートの約束をした。
その後、もう一度信じて欲しいという警察の伝言に乗って巧と勇治と共に出頭するが、武装警官隊の銃弾を受け、その際に重傷を負ってしまう。辛くも逃げのびるも、先の実験の後遺症で変身能力を失ってしまい、待ち構えていたロブスターオルフェノクに致命傷を負わされ、啓太郎に最後のメールを送り羽根を散らしながら灰となって消滅した。結花の死は勇治が人間であることを捨てて人間を憎む切っ掛けとなり、作中で彼女の死を知っていたのは巧と勇治のみであり、冴子に殺された真相は誰一人知ることはなかった。
- 当初は自害する展開であったが「流石に暗過ぎる」とのことで階段での転落死に変更された。

『劇場版 仮面ライダー555 パラダイス・ロスト』
劇場版では啓太郎ではなく、完全に直也一筋になっており、内向的な性格のテレビ版と比較すると快活なものとなっており、時々直也を尻に敷くような発言もするなど精神的に余裕のあるところも見せた。
スマートブレイン社潜入の際、エラスモテリウムオルフェノクが発射した毒針をスネークオルフェノクから庇って数発受けた挙句、角によって壁に押し付けられ死亡。顔の一部が怪人化した状態で死に際に天邪鬼な直也の告白の時にも、以前から直也が自分に好意を抱いていたことを見抜いていたことを言い遺した。

クレインオルフェノク
ツルの特性を備えたオリジナルのオルフェノク。人間態でも高感度の聴覚や高いジャンプ力を有する。人を殺す時は大腿部からオルフェノクエネルギーを放出する光の翼を広げ、触れた者の内臓を切り裂いて焼き尽くす。ネックフェザーと呼ばれる羽根を撒き散らして身を隠す技を持つ。ジェネレーションマウスからは超高周波を発生させて敵を焼殺させることも可能。
劇場版ではホースオルフェノクと同様に激情態へと進化しており、専用武器として毒矢を放つ弓矢を持つが未使用。激情態から羽が生えて脚部を変化させて飛行する飛翔態にも変身可能。
- 鳥ではイメージが違うため、繊細で響きのいい鳥種として鶴がモチーフに選ばれた。内罰的な傾向があって悪いことが出来ない人という思いから、なるべく身体の線を内側に入り込むように流して、ギャグボールを口に咬ませているが、結花が人の命を奪いまくるなど積極的なところがあったことから、そういった枷を激情態ではすべて外している。

海堂 直也（）
演 - 唐橋充
23歳。一人称は「俺」だが、「俺様」を用いることもある。元はクラシックギターを専攻する山手音楽大学生で、在学中は幾つものコンテストに入賞するなど天才的な才能を発揮していたが、その才能を妬んだ教授がバイクに細工をしたことによる事故で後続のワゴン車に左手を轢かれてしまい、ギタリスト生命を絶たれる。
その後、定職にも就かず世間に対する不満を感じて自暴自棄の日々を送っていた折、偶然客として訪れていた喫茶店で、勇治と結花の教育係をスマートブレイン社から任されていた戸田英一（スクィッドオルフェノク）が店内の人間を無差別に襲った際に犠牲者となるが、それによってスネークオルフェノクとして覚醒する。以後、その覚醒を目撃した勇治や結花と生活や行動を共にする。オルフェノクとして、人々を襲う側に回ろうとしていた矢先に夢を託せる大学の後輩の黒田和彦と出会い、ギターを捨てることで音楽への未練に終止符を打つ。後に巧がスマートブレイン社にファイズギアを返却した際は、一時ファイズとなって裏切り者のオルフェノク狩りを担っていたこともあったが、誰一人始末することはできず、標的とされた勇治から人を殺せば自滅すると言われたことで彼と同様裏切り者となる。
まじめな労働を嫌うお天気屋の露悪的な性格で、時に感情の赴くまま奇矯な行動に出るが、本心では人間を愛しており、常に周囲を気にかけている。そのため、他の2人とは違い、最も命を奪う行為からは縁遠く、唯一殺人犯の工場主を半ば正当防衛で返り討ちにしたのみであった。「〜ちゅうか」が口癖。共に暮らす3人のオルフェノクの中で唯一オリジナルではない。また最も人間臭く、勇治たちを見捨てて逃げたこともあれば、後述の照夫を自称「ガキ嫌い」であったが不器用ながら気にしたり、勇治の生き方を尊敬もしていた。また第25話で小林義雄（ラビットオルフェノク）と人間を捨てようと奔走した果てに、彼に「人間を捨てようと思っても、捨てられないところが俺様の良いところだ」と言っている。恋愛に関しては一途で、自分を看病した真理に一目惚れして幾度もプロポーズを重ねるが、彼女にはその気持ちを受け入れてもらえず、その恋は実ることはなかった。その後は、特に真理を意識する場面はなくなる。タマネギが苦手。
物語後半、偶然居合わせたビル火災の現場から少年の鈴木照夫を啓太郎とともに救出する。当初は鬱陶しがっていたものの、次第に自分と同じで周囲を撥ね付ける照夫に同情するようになり、照夫へと注がれた愛情はやがて人類を守ろうとする決意へと変わっていった。終盤に勇治からライオトルーパー部隊の隊長に選ばれるも、真理と照夫を戦いに巻き込もうとすることを知ったことで反発する。人類抹殺を選んだ勇治の心変わりに絶望し、絶交を言い渡して彼の元を離れ、自分がかつての勇治のように人類を守ることを誓う。その後、照夫に宿っていたオルフェノクの王を倒さんとする巧たちと共に戦う道を選び、最終的に人間側についたオルフェノクの中では巧と直也だけが生き残った。
最終決戦後は保育士として働いている三原と里奈の姿を確認した後、死んでいった勇治や結花に思いを馳せつつどこへともなく旅立っていった。
スマートブレイン社から支給された愛車はホンダ・CB1300 SUPER FOUR。
『劇場版 仮面ライダー555 パラダイス・ロスト』
人間たちがオルフェノクである自分たちを疎んじる対応をされて、短気を起こしてオルフェノク化しようとしたり、「もう俺はオルフェノクとして生きていく」とよく口にするが、結局人間を捨てることは出来ずにおり、「人間を襲い、殺すのは、彼らをオルフェノクへと変える愛ゆえの行為」と述べる村上に対しては3人の中で真っ先に怒りを露わにしている。テレビ本編と異なり、結花に想いを寄せているが中々言い出せないでいる。スマートブレイン社に潜入した際、秘めた想いを告げて結花の最期を看取った後、激昂してエラスモテリウムオルフェノクに挑みかかるが、一矢報いることも敵わず、呆気なくくわえ込まれ下半身から噛り殺された。
『dビデオスペシャル 仮面ライダー4号』
ショッカーの陰謀に翻弄される巧たちの前にフラリと現れ、全ての真相を知っている素ぶりを見せる。巧に対して､ショッカーとの戦いから身を引くことを要求し、巧や他のライダーに拒まれつつも警告を重ねる｡
真相に気が付いた巧たちに語ったその真意は、歴史改変装置が破壊され、巧が再び死者となることでオルフェノクの中で唯一生き残ってしまった自分が再び孤独になってしまうことを恐れるあまりの行為であった。最終決戦では歴史改変マシンの破壊を阻止すべくスネークオルフェノクとして巧に挑み、「意味無く死んだ奴はいない」と信じる巧に対し、「皆の死に意味などなく、ただ悲しいだけ」「おまえだけでも生きていてくれ」と思いを吐露する。
最期はクリムゾンスマッシュを喰らい、正義の味方であることを選んだ巧に「馬鹿」と言って崩れ落ちる。
歴史改変が修正された世界では、ただ一人改変された世界での出来事を覚えているかのように、巧に思いを馳せていた。

スネークオルフェノク
ヘビの特性を持つオルフェノク。腕スネークカムは自在に伸びることが可能で、敵に巻き付けバラバラに砕く。また、幅5センチメートルの隙間を通り抜けることや2キロメートル先の獲物を敏感な舌先の嗅覚によって認識することが可能。牙スネークルから放つ、人間の血管組織を破壊させる失血毒が武器。当初は素手で戦っていたが、終盤や劇場版では毒が刃先についており、斬られることで全身の機能が麻痺して失血死する円状・直状の刃が複合した2本の刀を武器にしていた。
ゲーム版では蹴り技主体の戦法が採用されている。
- モチーフは骨の骨格。当初は目玉を顔の穴ボコに入れていたが、怖くなるので止めている。他の2人と比べて俗っぽい雰囲気を出すため、ライダースジャケットをあからさまに着込んだ姿にしている。本来はジャケットの前をはだけさせるデフォルトだったが、閉じるように作っていたため、劇中では閉じたままとなっていた。

木村 沙耶（）
演 - 斉藤麻衣
18歳。一人称は「私」。流星塾の出身者で、花形からデルタギアを送られたデルタギアの最初の適応者。真理によれば温厚だが一番強くて優しく芯の強い性格である。
巧と真理、雅人が一向にクリーニングの仕事を手伝わないので、啓太郎が新人アルバイトを求人募集した際にやってきた。猫舌であり、同じ性質の巧が妙な仲間意識を持った。しかし彼女の本当の目的は、一人残らずオルフェノクを全滅させるため、デルタギアの力に溺れないであろう巧に近づき、どういう人間か知った上でデルタギアを渡すことだった。デルタギアを塾生たちの手に委ねたところ、その人間性が力に支配された塾生たちの間に亀裂が生じ、澤田と共に秘かにギアを回収したが、澤田はスパイダーオルフェノクに覚醒してしまい、そのため誰にも知らせずにとった行動であった。
西洋洗濯舗 菊池でアルバイトをしつつ、デルタとして巧を陰からサポートしていたが、巧の人柄を知ってデルタギアを託そうとした瞬間、スパイダーオルフェノクに殺され、オルフェノクのように青白い炎を発しながら灰化。デルタギアは北崎に奪われた。
自身もデルタに変身したが、その力に支配されることはなかった。
小説『異形の花々』
ドラゴンオルフェノクの正体として登場する。流星塾一の美人と評されている。
小説『S.I.C. HERO SAGA MASKED RIDER 555 EDITION -ロスト・ワールド-』
劇場版には登場していないが、前日譚となる小説では、触れただけで使徒再生の効果を生み出す青いバラによって流星塾生がほぼ全滅した中で唯一人オルフェノクに覚醒したことが三原から雅人に告げられている。

三原 修二（）
演 - 原田篤
流星塾生。仮面ライダーデルタのメイン変身者。一人称は「俺」。控え目で気弱な小心者の性格。戦いに巻き込まれることを嫌い、当初はオルフェノクとの戦いへの関わりを避けようとし続けていて、デルタギアを託されて戦うよう求められても身を離すため何かとつけて「家に帰る」と拒絶していた。しかし雅人の戦う姿を見たことと里奈の叱咤激励を受けて自身も戦うことを決意し、一時は多くの仲間たちが死んだことで錯乱状態となって戦意を喪失しかけるものの、後述の出来事がきっかけで覚悟を決めて、デルタギアの最終的な装着者となる。多くの流星塾生はデルタに変身した場合はその力に取り憑かれてしまっていたが、三原は決して力に溺れることはなく、それがデルタの正装着者となる決め手だった。変身当初は巧や雅人といった戦い慣れしている2人に比べれば力不足であったが、巧や雅人、直也との共闘では十分に活躍しており、流星塾生の仇である北崎との対決では勝利の立役者となっている。
終盤では自らがデルタギアを放棄しようとしたせいで事故にあった里奈の懸命な説得を受けて、デルタとして戦う覚悟を決意して弱音を吐くこともなくなり、その後の雅人の死をも受け入れるなど精神的成長を見せる。
巧との個人的な関わりは薄く、当初は雅人の入れ知恵や彼がオルフェノクであることからやや懐疑的に見ていたが、共闘を経て強く信頼するようになり、彼に強く反発する雅人を咎めたこともあった。
自分たちと同じ境遇の子供たちの力になりたいという理由から、普段は里奈と共に養護施設創才児童園 フレンズホームで短期のアルバイトで保育士をしている。
最終決戦の後日、里奈と創才児童園で談笑していた。
愛車はホンダ・フォルツァ。
オルフェノクと人間の戦いに参加し、最後まで戦い抜いた上で、明るい生活に戻ったことが明示された数少ない人物である。
小説『S.I.C. HERO SAGA MASKED RIDER 555 EDITION -ロスト・ワールド-』
劇場版には登場していないが、前日譚の小説では、デルタとしてライオトルーパーver.2と戦ったが、雅人の策略で窮地に追い込まれ、直後に青いバラに触れてしまい灰化、死亡している。

阿部 里奈（）
演 - 河西りえ
流星塾生。一人称は「私」。気丈な性格で強い意思の持ち主。真理と巧に初めてカイザギアの存在を漏らした人物でもある。恭輔以外の仲間が亡くなった後は彼とともにデルタギアの捜索に従事した。第39話で1度だけデルタに瞬時ながら変身したことがあるが、完全に能力を引き出すことは出来なかったものの、その後も精神に変調をきたすことはなかった。デルタギアが三原の手に渡ってからは彼の実質的なパートナーになり、第42話からは三原と共に創才児童園のアルバイト職員をしつつ、三原を支えた。
最終決戦の後日、三原と創才児童園で談笑していた。真理を除く最初に登場した流星塾生で唯一、最後まで生き残った人物である。

## スマートブレイン社の関係者
村上 峡児（）
演 - 村井克行
スマートブレイン社社長。35歳。
行方不明となった前社長である花形の代理を経て社長に就任した。感情に流されず常に実益を重んじる冷静さと、時には敵であった人物をも迎え入れる度量の広さで、スマートブレイン社を取り纏めている。しかし、公的な利益を優先して個々の事情は意に介さない冷徹さで、他の会社を強引にスマートブレイン社傘下に吸収したり、王のために生贄になることを（自分も含めて）当然と考えている。
ラッキー・クローバーや澤田など上級オルフェノクすらも圧倒する力を持ち、エネルギー球を放ったり、ファイズ・カイザ・デルタの三者と互角に戦いを繰り広げるなど、戦闘面でも際立った能力を発揮する。オルフェノクに覚醒した後、巧や勇治のようにオルフェノクの身でありながら、閉鎖的で差別的な生き物である人類をオルフェノクが襲うのも、人類に滅ぼされないための自衛手段と考えており、人間との共存に向けて尽力するも叶わず、人間から迫害を受けた過去を匂わせており、その時は涙をのんで言葉を詰まらせていた。オルフェノクの繁栄と人間の絶滅を願い、3本のベルトの確保とオルフェノクの王の探索のために暗躍する。
物腰は一見紳士的だが、他者に対する口調はかなり慇懃無礼で、一度激情に駆られると態度が豹変する。特に、自分の期待を裏切ったり自分に恥をかかせるなど自分の行動を邪魔する人間には手段を選ばないなど容赦がなく強硬手段も辞さないため、澤田が勝手にデルタギアを流星塾生たちに渡した際には、普段からは想像出来ないほどに激昂し、オルフェノク態で澤田を滅多打ちにしている。
エリート意識が非常に強く、他人の行動を独自基準に基づく上中下の10段階のランク付けの評価で判断するのが口癖である。寝起きが悪い上に居眠りが多く、居眠りから起こされると激昂する悪癖がある。クローバーでの定番はスコッチ。
終盤、スマートブレイン社の役員会議によって解任に追い込まれる。しかし地位を失ってもなおオルフェノクの繁栄と人類根絶という夢を棄てず、アークオルフェノク覚醒のために照夫を巡って巧たちに直接戦いを挑む。その際、一時的に三原からデルタギアを奪いデルタに変身している。
その後、サイドバッシャーの攻撃を受けて変身が解除され、ローズオルフェノクとなり、ファイズ、カイザ、デルタの3ライダーと互角の戦いを繰り広げたが、3ライダーの必殺技を同時に受け敗退し、逃走する。しかし弱ったオルフェノクの存在を感知したアークオルフェノクに見つけられてしまう。だが同じく捕食されていった者たちとは異なり、人類滅亡の礎となれることに歓喜しながら自らの生体エネルギーをアークオルフェノクに捧げ、絶命した。その遺骸は灰化せずに硬化していたが、一部始終を見届けていた花形に靴の爪先で蹴られた時に灰化した。
人として生きようとするオルフェノクである巧や勇治に対する、オルフェノクとして生きようとするオルフェノクの代表格ともいえる存在である。
愛車はホンダ・インスパイア。また、折り畳み式自転車で出勤することもある。
『劇場版 仮面ライダー555 パラダイス・ロスト』
劇場版では首だけの存在となり、培養液がある生命維持装置の中にいる。このような状態となった経緯は不明。全ての人間をオルフェノクに覚醒させようと考えており、コロッセオで解放軍のリーダー的存在である真理をエラスモテリウムオルフェノクの生け贄となる様子を全国放送して人間側の戦意喪失を図るが、巧 / ファイズにその作戦を阻止され失敗した上にサイガ、オーガ、エラスモテリウムオルフェノクを倒されて、スマートブレイン社やオルフェノクたちの期待を裏切ったため、全責任を取らされる形でスマートレディに高圧プレス機にカプセルがかけられ、容器の破片を床に散らして処刑された。
小説『S.I.C. HERO SAGA MASKED RIDER 555 EDITION -ロスト・ワールド-』
劇場版の前日譚の小説では、ライオトルーパーver.2に変身しファイズと戦うが、ブラスターフォームに変身したファイズによって首を斬り落とされるも、レオに助けられ生命維持装置の中に入れられる。

ローズオルフェノク
バラの特質を備えたオルフェノク。変身の仕方が他のオルフェノクと異なり、バラに包まれて変身し、また体色が純白に近い。頭部には薔薇の花のようなものが収まっており、クリアパーツ越しに青く発光する。
オルフェノクの中でも最強の力を誇り、ファイズと同等の身体能力を持つことに加え、超高感度視力や、腕先から引き延ばされる鞭や蔦状の光輪、額から爆発する薔薇の花びらを無数に撒き散らして相手にダメージを与える、青いエネルギー光を放つ、強力な念動力で手を触れずに敵を跳ね飛ばす、テレポートを使うなど、特殊な能力を数多く有する強力なオルフェノク。
- デザインモチーフはハカイダーで、村上を演じた村井による提案に由来するとされているが、後年のインタビューでデザインを担当した篠原は村井が公言したものが定着したが、それは全く意識しておらず、本来は光速エスパーが頭にあったという。子供が思い描いた自分がヒーローになったものの典型のような姿であり、村上は自分が正義を遂行するヒーローと思っているため、その自惚れの象徴としてバラをあしらっている。

花形（）
演 - 中康治（現・中康次）
スマートブレイン社前社長で、物語開始の数年前に突如として失踪していた。50歳。
スマートブレイン社に深く関わってきた人物であり、自身を含めたオルフェノクの利益を代表する立場にあった。オルフェノク種が現時点では短い寿命しか持たない不完全な存在でしかなく、「王」の復活により究極の生命体として完成すること、そして「王」は九死に一生を得た子供に宿る事実を突き止め、王を探し出すために私塾「流星塾」を創設した。
しかし、オルフェノクの力に覚醒した人間が力に溺れて人間としての心を失っていく姿を目の当たりにして、オルフェノクでありながら考えを改め、「オルフェノクは滅ぶべき存在である」と確信。同窓会の夜以降、地下に陥没した流星塾の教室の跡地に籠って、オルフェノクを滅ぼす手段を探すことに奔走する。スマートブレイン社の研究室から奪取した3本のベルトを流星塾生に託し、また地下に眠る流星塾校舎の跡地にて新たなベルトやツールを開発することで、彼らが王を討つように仕向けていた。
常に冷静で穏やかな第一印象から流星塾生たちからは「優しいお父さん」と呼び慕われていたが、ベルト強奪時に研究員らを殺害したり、ライオトルーパー開発のために流星塾校舎に迷い込んでしまった2人の地下鉄工事作業員を捕縛して、試作品のスマートバックルの被検体にするなど、冷酷非情な一面も持ち併せている。
終盤で勇治を、自らと同じく人間のためにオルフェノクを滅ぼせる人物と見込み、スマートブレイン社の社長に推薦して社内から村上一派の放逐を目論んだが、肉体の限界によりそれを見届けることはできず、その後の勇治の豹変を知ることもなかった。
最期は灰化して死にゆく身体を雅人に見せ、「これ以上カイザに変身すれば、同じように死ぬことになる」と忠告して一気に灰化した。花形の死を唯一見届けた雅人も花形が死んだことを周りの人間に伝えることなく、その直後に勇治に殺されたため、花形の死を知る者は誰もいなくなった。

ゴートオルフェノク
ヤギの特質を備えたオルフェノク。その疾走速度はファイズアクセルフォームやドラゴンオルフェノク龍人態をも軽く上回るほか、ラッキー・クローバー相手でも優位に渡りあうだけの力を持つ。共鳴振動波を頭部の2本角ゴートスタッブから放射して、巨大な建造物さえ粉砕できる。
- 半人半獣のモデルケースとしてパーンのようなものを描いており、それを原初神パネースとして捉え、花形の立ち位置として割り振っている。捉えどころのない不思議なモチーフのヤギは、牧歌的でもあれば呪術的なイメージもあり、弱そうでもあるがツノの印象で偉そうにも見える不思議な感じを強めるため、厚いマスクで顔を覆うのみで、誇張せずにシンプルな身体にしている。

スマートレディ
演 - 栗原瞳
スマートブレイン社のイメージガール。社長秘書やドライバーのような立場にあるらしいが、オルフェノクになっても生活に順応できない人間のケアや監視をしたり、スマートブレイン社の企業CMに出演したりと、活動の幅は広い。正体は一切不明であり、「ハーイ♪」など人をからかうような極めて軽快な口調で喋る。
当初はラッキー・クローバーを恐れていたがその理由は明かされず、中盤以降はラッキー・クローバー候補にも普通に接していた。全体を通し、誰に対しても慇懃無礼ともいえるエキセントリックな言動や雰囲気を持ち続けていたため、厄介な存在であると思うものも少なくない。
最終回では花形・村上・勇治といったそれぞれの社長を失ったスマートブレイン社が解散を始めて、本社ビル内の施設撤去を寂し気に眺めていた。
劇中CM、オープニングなどで蝶を連想させる描写がなされていたが、最後まで正体は不明であった。
愛車はホンダ・NSX。
- キャラクターイメージは映画『バトルロワイアル』に登場する「ビデオのお姉さん」。

『劇場版 仮面ライダー555 パラダイス・ロスト』
本編同様スポークスウーマンや村上の秘書兼監視役として活動し、諜報活動や超能力によって真理の姿に変装して勇治を陥れるなどの暗躍を行う。終盤にてスマートブレイン社の黒幕たちの意志により村上を処刑した。
小説版では「フィギュアめいた」と形容され、首筋のスイッチで真理の姿になるなど、アンドロイドあるいは特殊なオルフェノクかのような表現がみられる。

### ラッキー・クローバー
ジェイ
演 - ケネス・ドゥリア
ラッキー・クローバー初期メンバーの1人。スポーツジムで鍛え抜かれた肉体を保つためのトレーニングには余念がない筋骨隆々を誇る黒人青年。26歳。
寡黙な性格で、人間とかけ離れたオルフェノクゆえの孤独からか愛犬のチャコ（ロングコートチワワ）にしか心を開かず溺愛しており、そのチャコに危害を加えた者には我を忘れて人間態の状態で使徒再生攻撃を繰り出すか、オルフェノク態となり容赦なく襲いかかる。クローバーでの定番は生ビール。
しかし、ラッキー・クローバーのメンバーの中では珍しく温厚であり、仕事以外で人間を殺害することはチャコに危害を加えられた時以外はない。逆にチャコと触れ合っていた倉田恵子には優しさを見せ、「二度と離しちゃだめだよ」と注意されて素直に謝るなど、人間味のある面も見せている。
3つの魂を持っていたが、格闘態は西田カイザのカイザスラッシュ、剛強態は雅人カイザのカイザスラッシュで、凶暴態はファイズのクリムゾンスマッシュを跳ね返した後グランインパクトを高度から受けて倒され灰化した。飼い主を失ったチャコは恵子が引き取った。劇中ラッキー・クローバーのメンバーで唯一ライダーによって倒されたメンバーであると同時に一度もベルトを使ってライダーに変身することもなかった人物でもある。
- 井上はボブ・サップのイメージで書いている。

クロコダイルオルフェノク
ワニの特性を備えたオルフェノク。3つの魂と戦闘スタイルを持ち、最初の格闘態から倒されるたびに、身に付けた甦りの術によって皮膚の硬度が1.5倍上昇した剛強態、パワーが1.5倍上昇した凶暴態へと強化再生した。皮膚は銃弾をも弾き返すほど硬質で、獲物を顔の巨大な口で一飲みにする。格闘態は両腕に装着するワニ歯形状のバックラー（凶暴態時にも使用）、剛強態はワニの顎を元にしたファキールス・ホーン、凶暴態は巨大な剣クロコダイルソードを武器とする。オルフェノクの力を武器にまとわせることで、威力を上昇させる技なども持っている。
- デザインモチーフは『キカイダー01』のブルーハカイダー怪人体・青ワニ。元々はストック用として先行して提出したもので、ラッキー・クローバーのオルフェノクとして出したものではない。本来は凶暴態のようなイメージだったものを、無機的な甲冑のようなものが続いていたため、変化球のひとつとしてシェイプして抑えていたため、元に戻している。スーツは後にピジョンオルフェノクに改造された。

琢磨 逸郎（）
演 - 山崎潤
ラッキー・クローバーの1人。25歳。
出歩く時は常にウィリアム・バトラー・イェイツの詩集の原書を持ち歩き、愛読するほど聡明でインテリ派の几帳面。村上のように紳士的な面も持ち、年下の巧や雅人に対しても「乾さん」「あなた」と呼ぶ。クローバーでの定番はモンキーズ・ランチ。
プライドが高く、裏切り者数人を1人で簡単にいなすなどオルフェノクとしての実力に自信を持つ。しかし、一度自分の中で確かなものが崩れると取り乱し、時折冴子に甘える幼稚性と、自分より強い相手に対してはへつらい臆病になるも自分よりも弱い者になるととことん追い詰めて仕返しする気弱さと卑屈さも持っていて、ある意味で人間性を失っているとは言えない小心者である。巧からファイズギアを2度も奪って変身しているが、1度目は第21話で雅人からカイザギアを奪おうとした際に返り討ちに遭い奪還され、2度目は第25話でスマートブレイン社の地下にある流星塾跡地に巧と雅人が逃げ込んだ際に花形の攻撃を受け変身を解除され、取り返されている。
冴子に対しては、甘えるなど特別な感情を抱いているが独占欲が強く嫉妬深い一面もあり、村上の計らいでラッキー・クローバーに入った巧に冴子が自分を差し置いて異性としての興味を示し出すと、冴子に見放されることを怖れるあまり手下のピジョンオルフェノクを巧に差し向け消そうとした。
自分では歯が立たない上に、常識や理屈が全く通じない北崎のことは非常に恐れており、抵抗できずになすがままにイジメられていたため、北崎が3ライダーとの戦いで弱った際には手が滑ったふりをして階段から突き落とし、北崎がアークオルフェノクに食われる直前には今までの鬱憤を晴らすかのように鞭で滅多打ちにした。
スマートブレイン社社長就任後の村上の態度の変化に不信を抱き、またデルタが登場してからは戦いに恐怖心を持つようにもなっており、ライダーズギアの力を欲するようになっていた。
北崎がアークオルフェノクに無残に殺され捕食されるさまを見てからは王に対しての一層恐怖心が増し、また人間の姿を捨てて完全なオルフェノクになった冴子の姿に恐怖し、その場から逃亡した。
最終決戦後、自らの弱さを自覚した結果、残された時間を人間として生きるために、真面目に汗を流して建設会社「高津工業」の工事現場で働いていた。

センチピードオルフェノク
ムカデの特性を備えたオルフェノク。腕にある棘をつけて攻撃力を上げた20メートルまで伸びる長い鞭センチピードビュートが武器のスピードファイター。また、体足から分泌される激痛を惹き起こす有毒物質も持つ。人間態のままで、詩集をなぞることで発生させた青いエネルギー球を放つ能力を発揮したこともある。
- デザインモチーフは『キカイダー01』のレッドハカイダーの怪人態・朱ムカデ。元々はストック用として先行して提出したもので、ラッキー・クローバーのオルフェノクとして出したものではない。頭部のみのスケッチに、『ロボット刑事』のワッカマンのような身体を付けている。硬質でサディスティックな印象の身体だったため、トゲの付いたムチを持たせている。

影山 冴子（）
演 - 和香
ラッキー・クローバーの紅一点。24歳。
「バー・クローバー」のオーナー兼バーテン。クールな性格でプライドが高い。どんな相手でも「くん」「ちゃん」付けで呼ぶ。
妖艶な表情を浮かべるなど内面を覗かせず、相手を誘惑するように話すが、その本心は冷酷で人間の心を完全に捨て去っており、自分の意に沿わなかったり従わない人間に対しては怒り狂い残酷な本性を現すが、オルフェノクへの同族意識は非常に強い。また、ルックスの良い年下の男性に弱いようで村上の怒りを買った巧や澤田を独断で助けたこともある。狙った標的に予告の末期に味わう酒として最高級のシャンパンであるクリュッグのクロ・デュ・メニルを送りつける趣向がある。
第24話・第25話で琢磨と共にファイズギアとカイザギアを巧と雅人から奪い、カイザに変身している。
終盤、警察による襲撃からの逃亡を試みた結花の前に突如として現れ、変身能力を失った彼女を抹殺する。それは勇治に誤解と絶望を与え、彼の行動を大きく変化させる原因となった。また、勇治がスマートブレイン社の社長となったことでラッキー・クローバーも彼の指揮下となったことに不満を露にするが、これらの出来事の発端が自身の暗躍であったことは冴子本人も最後まで気付かなかった。
最終決戦の際、アークオルフェノクの力により人間の体を捨て不死身になる。決戦後も生存しており、倒されたアークオルフェノクの身体を流星塾の理科室に隠し持って培養液の溜まった水槽内に保管していた。
愛車はホンダ・S2000。

ロブスターオルフェノク
エビの特質を持つオルフェノク。6,000メートルの水圧にも耐えうる女性的な柔軟性に富んだ鎧を纏い、水中でも行動可能。分間300発突くロブスターサーベルを使ったフェンシングと両前腕部の装身具シェルクラブで戦い抜くのがほとんど。また、体内の細胞コアは傷ついた体を一瞬のうちに再生させる。グラスの中に発生させたエネルギーを対象にかけるだけで人間体のオルフェノクを灰化させることもできる。
- デザインモチーフは『キカイダー01』のシルバーハカイダーの怪人体・銀エビ。元々は伊勢エビをモチーフとした頭部のみのスケッチに女性の身体を描き加え、細く顎を削っている。各所にあるコインを繋げたようなメッシュは伊勢エビのトゲトゲをイメージしている。

北崎（）
演 - 藤田玲
いつも猫背で、襟の伸びた灰色のTシャツに黒いズボンを着たみすぼらしくも奇妙な色気を出す格好の少年。
一見無邪気そうに見える幼稚性をもつが、人の本性を時折見透かし老獪な言動で相手を動揺させ、併せ持つ残忍性で一気に押すのをパターンとしている。
普段は倦怠感と不気味さを感じさせる話し方をするが、逆鱗に触れるとドスの利いた喋り方に変わり、その時は一人称も「僕」から「俺」に変わる。「ヤダなぁ〜」が口癖。ラッキー・クローバーのメンバー中でも最強とされており、自分自身でも「王様」だと考えているため 、プライドを傷付けられると逆上する。登場前から人間を無差別に襲っていたことも語られておりその中にはオルフェノクに覚醒した小林義雄も含まれている。同窓会で流星塾生を殺害した張本人。手に触れた全ての物を灰化させる特殊能力を持つがその力が強力すぎて制御できず、彼が触れた物は身に付けている衣服やライダーズギア、地面などを除き、投げたダーツやグライダー飛行機の玩具や飲んだ後のグラスは本人の意思と関係なく灰になってしまう。本人はそれを快く思っていないようで、普通の人間は触っただけで一気に灰化し、オルフェノクやベルトの力で変身している者でも少しずつ灰化していく。
良い意味でも悪い意味でも気分屋で、相手側から喧嘩を売られても気が乗らないと戦わなかったり、機嫌が悪いと相手が誰だろうと凶暴な本性を剥き出し襲い掛かるなど、その時の自分の感情や機嫌の良し悪しを基準に考えているため行動に一貫性というものがない。その反面、部下のオルフェノクがライダーに圧倒されている場合は自ら加勢するなど部下思いの一面もある。グライダー飛行機の玩具で遊んでいた普通の子供には純粋な態度を覗かせ優しい声でグライダー飛行機の玩具を貸してもらい遊んだりするなど普通の大人子供には純粋な一面を見せる。何にでも興味を持つ一方飽きっぽく、常に面白いことを求めており、そこには道徳観はおろか損得勘定すらない。ただ、ゲームをするにもフェアでなければならないという独自のポリシーを持っており、例えそれが自分に対して有利な不公平だったとしても良しとしない。当初は入手したデルタギアで巧たちと戦闘するが、巧と勇治の痛み分けの戦いを見てデルタとして戦うことに飽き、デルタギアを澤田に渡す。
クローバーでの定番はオリーブ抜きのマティーニ。「未成年なので酒は飲めない」といつも注文するだけして、冴子に奢っている。デルタに変身した直後にゆっくりと拍手するような形で両手の指をクロスさせるのが癖。
終盤、木場からオルフェノクの王の力が無ければ、近いうちにオルフェノクは皆死ぬという話を聞かされるも耳を貸さず、「オルフェノクの王を倒した者が次のオルフェノクの王」というゲームを琢磨と冴子に持ち出すも、流星塾跡地でのファイズとデルタ戦で生き延びることを望む2人に見限られ、突き放される。さらにファイズとデルタの必殺キックを同時に食らって致命傷を負い、自分が今まで散々イジメてきた琢磨から、復讐として鞭で滅多打ちにされた挙句、最後は弱ったオルフェノクの気配を察知して現れたアークオルフェノクに殺害され、硬化した死骸は貪り食われた。
- 名前の由来は井上が原案協力した『なんてっ探偵♥アイドル』の作者でライダーファンでもある北崎拓から名前の使用を熱望されたから。

ドラゴンオルフェノク
龍の特質を備えたオルフェノクで、劇中唯一、架空の動物をモチーフとする。両腕の竜頭を模した籠手状の武装竜頭装甲を武器としたパワー主体の魔人態と、その強固な外殻を脱ぎ捨てることでアクセルフォームをも凌ぐスピードを誇る龍人態に変身できる。魔人態では腕にある竜頭装甲、およびそこから伸びる厚さ3メートルの鉄塊を粉砕出来る鋭利な爪デモリッシュファングが武器である。強力な破壊光弾を撃ちだすことも可能なほか、本編で披露されることはなかったが、設定上では念動力による飛行能力や頭部の2本角ドラゴンホーンから放つ1万ボルトの雷など多彩な能力を持っている。
人間体でも触れただけでその物体を砂にしてしまう能力を持ち、これは本人の意思に関係なく発動する（ただし、砂化するタイミングはある程度時間差がある）。また、一度だけ人間体で赤い色の療気を手から放ち、周囲を青白い炎に包んだ。
小説版『異形の花々』では、木村沙耶の正体という設定。
- デザインモチーフは『キカイダー01』のギルハカイダーの怪人体・ブラックドラゴン。当初は子供が正体で、二重人格のために2形態があるという指示だったため、ゲームの影響という解釈から、魔人態は巨大な体躯の戦士、龍人態は腹黒い狡猾な魔術師に分けている。子供ならではの無遠慮さや純粋さから、大きなものはより巨大に、怖いものはより気持ち悪くして、誇張したため、魔人態では龍の胴体を付けていない。劇中では変化は鎧を脱いだものだったが、当初のイメージでは精神が徐々に侵されて龍人態のみとなるものだった。

澤田 亜希（）
演 - 綾野剛
流星塾生。スパイダーオルフェノクの正体。口数は少ない。ヒップホップ系の音楽を好み、よくヘッドホンで大音量で聞きながら行動している。折り紙が得意だが、相手を襲う際は犯行予告代わりのように折り紙をブックマッチで燃やす。戦う相手は誰でも構わず、相手がオルフェノクなら決闘を申し込んで自分の実力を試そうとする。
スマートブレイン社の実験によって人工的にオルフェノクに覚醒した唯一の成功例で、覚醒と同時に書き換えられた記憶を取り戻し、オルフェノクとして生きるしかないと決意、戦いと殺人を重ね、少年時代から想いを寄せていた真理を自分自身の手で殺すことによって人間性を完全に捨て去ろうとして一度は真理をその手にかける。反対にいじめていた雅人からは恨まれており、容赦のない攻撃を受けている。
一度はラッキー・クローバーの正式なメンバーとなるものの、北崎から受け取ったデルタギアを、同等の力で挑ませようと勝手に流星塾生側に渡してしまったため、村上の怒りを買って逃亡した。その後、ラッキー・クローバーに入り、真理を蘇らせるべく命を狙う巧を含めたスマートブレイン社の追っ手に追われながらも、再び真理を狙うが、人間性を完全には捨て去れず、むしろ徐々に人間らしさを取り戻すが、巧に倒された後急速に灰化が進み自分の余命が長くないことを悟る。自分や同じオルフェノクである巧を怖れようとせずに信じる真理や巧とのふれあいを通じて、彼らの強さを知り巧の身代わりにラッキー・クローバーと戦うが、乱入してきた雅人 / カイザのゴルドスマッシュで致命傷を受ける。
最期は真理と巧に看取られながら人間としてもオルフェノクとしても生きられなかったと自分の本心を明かし、灰化して死亡した。他の流星塾生を失敗作と断じ、自身を成功作と嘲笑しながらも結局は巧の言うように、自らも失敗作で他の流星塾生と同じく被害者であった悲しい存在であり、迷いながらも最終的に人間として生きたことは、巧が人間として、そしてファイズとして人類を守る決意を固める切っ掛けとなった。
流星塾生の同窓会で塾生を襲っていたオルフェノクは当初は巧だと思われていたが、オルフェノクに覚醒した際、記憶操作によって改変させられていた記憶が戻り、真犯人が北崎と同窓生の青沼だということを雅人と真理に伝えている。
- 当初は前後編で退場の予定であったが、演じる綾野の好演から自然と登場回数が伸びたという。

スパイダーオルフェノク
クモの特質を備えたオルフェノク。人間にオルフェノクの記号を埋め込んだことで唯一オルフェノクに覚醒した人工オルフェノクで、戦闘力は高いが寿命が短い。敵の動きを察知する顔面中央の単眼を持ち、頭部のスパイダーブロックヘアーは光線を跳ね返し、蛇腹状の肩と膝関節によって伸縮自在の手足となったことで壁をよじ登る能力を持ち、蜘蛛の巣を連想させる巨大な八方手裏剣を武器にする。
『小説 仮面ライダーファイズ』では、小説『異形の花々』から追加された5年後の話で衰弱死した雅人がこの姿に覚醒して復活している。
- 普通に怖かったり強いものではなく、トラウマのようなものを感じさせるため、ピエロをイメージして進めていたが、可愛い印象になってしまったため、幹部候補としてピエロの要素を廃してシャープな忍者のようなイメージに修正している。当初は足を広げたクモを頭の上に載せていたが、クモを体側部にも置いていたため、髪の毛状に変更しているが、デザインでは『ウルトラセブン』に登場するテペトのようにボリュームがあったが、造形ではテペト星人のようにこじんまりとしている。

## 流星塾関係者
増田（）
演 - 山西道広
流星塾の教師。寄せ書きの内容から妻帯者と思われる。同窓会の日に起こったことを伝えようとするが、クロコダイルオルフェノクに襲われたことで灰化してしまった。

高宮 航太（）
花形からカイザギアを送られた人物。巧 / ファイズの戦いをカイザの姿で遠くから眺めていたが、その後死亡した。そのためカイザの変身後の姿でしか登場していない。

西田 清高（）
演 - 河崎芳明
巧の前に現れた最初のカイザ。クロコダイルオルフェノク格闘態をカイザスラッシュで倒すも、ベルトの力に適合できず灰化する。

犬飼 彰司（）
演 - 渡辺琢磨
真理にカイザギアの写真付きのメールを送り、待ち合わせる約束をする。しかし、当日、真理に会う前にクロコダイルオルフェノクに襲われ、真理と巧の前で灰化する。

神道 貴久（）
演 - 近田慎太郎
徳本たちとカイザギアの正装着者を探していた。その最中にクロコダイルオルフェノクが現れ、仲間を守るためカイザに変身するが、歯が立たず、その後ベルトに適合できず灰化する。

上条 晴子（）
演 - 林裕子
徳本たちとカイザギアの正装着者を探していた。クロコダイルオルフェノクに襲われ灰化する。

徳本 恭輔（）
演 - 佐伯俊
カイザギアの正装着者を探し、里奈たちと行動を共にしていた。 自身も一度は巧が変身したファイズのピンチを見て、カイザギアを手に取って助けに行こうとしたが、死を恐れたことでカイザに変身することはなかった。その後、デルタに変身したことで攻撃的な性格となって力に支配されてしまう。デルタギアを持っているのが澤田だと思い込み、おびき出すために新井と共に真理を拉致するが、現れた澤田に殺される。

新井 賢（）
演 - 本田博仁
デルタに変身したことでデルタギアの力に支配され、精神が凶暴に。その後、同じくデルタギアの力に支配された河内に襲われて怪我を負うが、それでも強引なデルタギアの独占を図ろうと企む。澤田をおびき寄せるため、徳本と共に真理を人質にとるが、澤田に殺される。

河内 勇樹（）
演 - 檜尾健太
デルタギアの力に支配されて新井と麻美を襲い、麻美を殺害。デルタギアを奪って逃走するが、沙耶と澤田に奪い返されていた。その後、出くわしたフロッグオルフェノクに殺される。

伊藤 麻美（）
演 - 倉澤薫
デルタギアを持ち逃げしようとした新井と一緒にいたことで、デルタギアの力に支配された河内に殺される。

太田 信吾（）
演 - 川久保拓司
真理が重体となった後、草加の連絡を受けた里奈に三原と共に召集された最後の塾生の生き残り。三原とは対照的にデルタとして戦うことには意欲的だが、最後まで仲間同士が戦うことが愚かだと説得した熱血漢である。同様に澤田を説得しようとするが、逆に澤田に「失敗作」と罵られ殺害された。

青沼（）
演 - 栗原一馬
同窓会以前にオルフェノクとして覚醒していた流星塾生。スマートブレイン社内部の花形の反対勢力の策に加担し、流星塾の同窓会の夜、ドラゴンオルフェノクと共に塾生の命を奪ったが、悲鳴を聞いて駆けつけたウルフオルフェノクの拳を受けて倒された。

スロースオルフェノク
ナマケモノの特質を備えたオルフェノク。同窓会の日以前に覚醒して人間の心を失っている。夜行性の目を持ち、厚い鉄板をも切り裂く両手甲の長い鉤爪が武器で、緩慢な動きだが剛腕であり、不意に暗闇から襲い掛かる奇襲戦法を得意とする。
『仮面ライダー×スーパー戦隊 スーパーヒーロー大戦』では大ショッカーの怪人として登場する。
- ボディはスラッグオルフェノクの流用。

木下（）
同窓会の夜の最初の犠牲者。

## その他
添野 錠二（）
演 - 石田太郎
仁丹が好物の殺人事件を担当する定年間近のベテラン刑事。一人娘のひかるは、真理のアルバイト先である美容室T-CLUBに勤めている。
上層部が「原因不明の病気によるもので事件性はない」とするオルフェノクが関連する連続怪死事件を、刑事の勘に従って追う。櫻林女子高等学校のバスケットボール部員が集団で変死した事件を追ううち、結花に嫌疑をかけ、スマートブレイン社が関連している事実に肉薄するが、南の介入によって上層部から捜査中止要請が出されてしまう。
定年退職後は私立探偵になるという。

沢村（）
演 - 岩川幸司
添野直属の部下の刑事。若手ながら記憶力と観察力には優れており、結花とすれ違っただけで彼女が櫻林女子高等学校の生き残りであると結び付けている。
その縁から添野には極秘でオルフェノク研究機関の協力を乞われる。だが、オルフェノクが人間であれば南のしていることは人道的に許されないものであると思い、警察のオルフェノク研究機関に拘束された結花の釈放に動く勇治と巧の仲立ちに入るが、南の意を受けたバットオルフェノクに銃撃され負傷し、オルフェノクとそれに対する人間側の歪んだ行動を目の当たりにする。勇治によるオルフェノク研究機関の壊滅後は、添野には経緯を伏せたまま本来の仕事に戻った。

森下 千恵（）
演 - 勝村美香
事故以前まで勇治と交際しており、事故の翌日には知り合ってから1年目の記念日であった。看護婦の話によれば、事故後の半年間は昏睡状態に陥った勇治の回復を願い、献身的に毎日病院にお見舞いに来ていたようだが、その後は容体が一向に回復しない勇治に見切りをつけたのか、パタリとお見舞いに来なくなったという。
勇治の従兄弟の一彰と交際していたことが原因で、一彰は勇治に殺害され、その遺体が彼女のアパートの部屋で灰化した。一彰の死亡に恐怖しつつ、この事件に関する警察の執拗な聞き込みに混乱し、勇治に頼りつつも警察から逃げるためその場凌ぎで勇治を警察に突き出し、その後よりを戻そうとしたが裏切ったことが勇治の怒りを買い、ホースオルフェノクに変身した勇治に殺害される。
自分可愛さに立場をすぐ変えており、友人からは良い評価を受けておらず、それが勇治と兄である義正の暴走を引き起こす一因になった。青葉国際大学の学友の話によれば、生前はかなり遊んでいた口で派手好きだったため、同性の知り合いからは嫌われていたようである。そのため、死んでからも誰一人として彼女の死を悲しんでくれる者はおらず、むしろ死んでくれて清々したと陰口を叩かれる有様であった。

森下 義正（）
演 - 松尾敏伸
千恵の兄。25歳。妹の死の真相と犯人への復讐に奔走していた。フライングフィッシュオルフェノクに襲われてオルフェノクとして覚醒する。
妹の千恵自身が自分に対して悪い一面を見せていなかったためか、彼女に対しては清廉なイメージを持っていたようで、千恵を美化しすぎるあまり千恵の学友の男子学生の元へ訪れた際、千恵の実態に対する辛辣な悪評に自分の中のイメージのギャップに耐え切れず、オルフェノクの力で殺害する。妹同様、自分にとって都合の悪いことを責任転嫁するきらいがあり、その罪悪感を「千恵の名誉を守るため」「復讐するために神から渡された力」と正当化し、青葉国際大学に訪れて無関係の学生を含めて無差別に襲撃する。千恵を殺害したのが自身であると言いかけようとした勇治も無力さを訴えたものの、一人のオルフェノクが覚醒の余り人の心を失ったことを知って奪われていく命を守るために迷いを払拭して戦うことを決意した巧が変身したファイズのスパークルカットを受け灰化した。

アルマジロオルフェノク
アルマジロの特性を備えたオルフェノク。バズーカ砲の直撃をも弾き返す強度を持った鎧のような硬質の皮膚に覆われた全身と、それと同様の強度を持つ盾と、巨大な剣で武装している。
『スーパーヒーロー大戦』では大ショッカーの怪人として登場し、最終決戦ではバルイーグルと戦った。
- スーツはエレファントオルフェノクの改造で、頭と腰、胸と手足以外を変えている。頭部はアルマジロが丸くなろうとしている姿を模している。

長田 道子（）
演 - 大久保綾乃
結花の義理の妹。元々一人っ子で両親の愛情を独占してきたが、家族を亡くした結花が自分の家に引き取られてから、両親の愛情が移ってしまうことを極度に恐れるあまり、結花のことを激しく憎むようになる。
両親の前では優等生ぶるが、結花と同じ櫻林女子高等学校で友達や所属しているバスケットボール部の部員を総動員して、結花のバイト代の給料を恐喝して巻き上げたり、両親に嘘を吹き込んで虐待されるさまを見ては楽しんでいた。下校途中の夜道で車に轢き逃げされた時に結花の鋭敏になった知覚力（聴覚など）に助けられたことにも腹を立て、「突き落とされた」とさらなる嘘を重ねて結花を家から追い出すという悪辣極まりない行為を平然と行った。オルフェノクに覚醒した結花の襲撃の巻き添えでバスケットボール部のメンバー13人ともども死亡する。

鈴木 照夫（）
演 - 渡辺彼野人
9月7日のスマートブレイン社所有の東ファィナンシャルビルの火災事故で両親を失った少年。その際、啓太郎と直也に救われるが激しい人見知りのため世話を焼く直也には見向きもしなかった。その後、わかくさ福祉センターに保護されるも、孤児のため創才児童園に引き取られるが、事故のトラウマで心を閉ざしてしまった。
火災の時に両親を助けなかったという理由で直也を逆恨みしており、彼を呼び出してそのことを糾弾しており、その後も直也が面会に来るたび彼を責めていた。また、啓太郎に対して物を投げつけたりなど我儘の限りを尽くしていたが、結花に怒られて以降は大人しくなった。
創才児童園を先輩格の児童たちからのいじめに耐えられなくなり脱走したところ、行く当てもないのを気にかけた直也に引き取られた。その後は直也に懐くようになり、巧たちに対しても心を開くようになる。
実は体内に深い眠りの中にあったアークオルフェノクを宿しており、脱走直後から覚醒の予兆が現れ始め、時折照夫の影から王の意識が表面化してはオルフェノクを襲っていたが、無意識のうちに襲っていたため照夫自身にその自覚はなかった。最終的には勇治により体内のアークオルフェノクを覚醒させられ、その復活と同時に灰化した。

アークオルフェノク
演 - 小林俊（人間体） / 声 - 家中宏（怪人態）
オルフェノクの王。活動初期は青年姿で現れ、怪人態はバッタに酷似するが、自身に関する事柄は一切が不明である。
直也が保護した照夫の体内に半覚醒の状態で宿り、北崎ら多くのオルフェノクを捕食して生態エネルギーを奪った後、最終回で勇治の手で成長し、覚醒した。仲間と見なしたオルフェノクを不死身の体にするが、敵と認めたオルフェノクの命は容赦なく糧として奪い、その際に光の鞭で体質変化させて鉱物のように石化・鉱物化させて喰らう。
自由自在に動き滑空可能な特殊なマフラーを纏い、厚さ1.5メートルの鉄鋼さえも難なく破砕する握力や驚異的な跳躍力を誇る脚力など、他のオルフェノクを圧倒的に凌駕する身体能力を持ち、指先から光弾を放つなど高い戦闘能力を誇る。後にライダーズギアの開発の基になったとされる。アークオルフェノクが死ねば全てのオルフェノクが滅びると言われており、当初は倒そうとしていた勇治も、それを知ってからは護ろうとした。また、アークオルフェノクの覚醒には多くのオルフェノクの生贄が必要で、その際に危険分子からアークオルフェノクを守護するために3本のベルトが開発されたとされている。
覚醒後は、ファイズとデルタを圧倒し、ロブスターオルフェノクを不死身にさせた。巧が変身するファイズ ブラスターフォーム・勇治が変身するカイザ・三原が変身するデルタとの最終決戦では、カイザギアを破壊して勇治を負傷させ、ファイズを苦戦させるが、最期は瀕死の勇治によって羽交い締めにされ、ブラスターフォームの超強化クリムゾンスマッシュを受け倒されるが、身体は灰化せずに残り、冴子に回収され流星塾の跡地にて復活の時を待っているシーンで幕を閉じた。
『仮面ライダーディケイド』では、スーパーアポロガイストに呼び出され、タイガーオルフェノク復活の生贄とされた。
『劇場版 仮面ライダーディケイド オールライダー対大ショッカー』では大ショッカー傘下の怪人として登場、スクィッドオルフェノクの棍棒を所持している。最終決戦で仮面ライダーディケイドや仮面ライダー電王（ソードフォーム）に一撃で軽くいなされている。
『スーパーヒーロー大戦』では大ショッカーの大幹部として、『仮面ライダー×スーパー戦隊×宇宙刑事 スーパーヒーロー大戦Z』ではスペースショッカーの怪人として登場し、ビートルファンガイア、スコーピオン・ゾディアーツの虫型幹部と共にヒーローと激戦を繰り広げたが、最後は宇宙刑事シャリバンのシャリバンクラッシュで叩き切られ三人まとめて倒された。『仮面ライダーウィザード』特別編では魔宝石の世界の怪人の1体として登場し、同じバッタ型のオルタナティブ、バッタヤミーと行動を共にする。リングから抜け出したライダーを倒すために徒党を組んで襲い掛かるが、ウィザードに切り裂かれオルタナティブ共々爆死した。『仮面ライダー大戦』では巧の回想シーンの中に登場。海岸でホースオルフェノクと共にファイズとカイザを圧倒していた。
- 元々は乾巧の正体として考えられていたオルフェノクで、ファイズたちに近づける形で修正し、仮面ライダーに似た外見のオルフェノクがラスボスとなった。フォトンブラッドにあたる部分は、モチーフが仮面ライダーのため、シンプルですっきりさせ、線を増やすためにウロコ状のモールドにさせて落ち着かせている。

南 雅彦（）
演 - 小川敦史
警視庁上層部のエリート官僚。極秘裡に存在を認めたオルフェノクの殲滅を企み、非公式のオルフェノク研究機関を組織。異形のオルフェノクを人ではなく人間の敵だと思っているため、処理しようと思っている狂信的な危機感を持つ。設置した研究施設で拉致したサンプルのクラブオルフェノクを実験材料に、人間性をオルフェノクに認めてしまうと事態が複雑になることから、ゴミのような命であるオルフェノクから人間性を取り除き怪物として扱う人道的に反する人体実験や、オルフェノクを捕獲してその遺伝子を元に細胞分裂シミュレーションを進めていた。武装警官隊を率いて勇治や結花を捕獲しようとするも、冴子の手で結花が殺害されたことで、勇治からは結花の死を招いた張本人と誤認されてしまい、激昂した勇治の襲撃で死亡する。死の間際、やがてオルフェノクが絶滅するという研究結果から「お前たちオルフェノクは決して人間には勝てない」と捨て台詞を残した。
利用出来る者は徹底的に利用することを信条とし、オルフェノクに関する情報を最も多く掴んでいるとしてかさんだ研究費用の工面も兼ねてスマートブレイン社とも裏取引し、自分の任務の障害と見るや沢村の謀殺を図ったりもした。